# 堀江菜穂子
堀江 菜穂子（ほりえ なおこ、1995年 - ）は、日本の詩人。

## 概要
重度の脳性麻痺の詩人である。出産時のトラブルから重度の脳性麻痺となり、生まれてからずっとベッドで寝たきりの生活を送っている。周囲の多くの人にはこの子には意思が無いや、言葉が理解できないなどと思われていたと感じていた。そんな中で特別支援学校中等部で筆談というものに出会い、この頃に初めて自らの意思を言葉にして表現するようになる。同じ学校の子が突然の死を迎えるのを目の当たりにするなどから昔から生と死を意識してきており、心を解放する手段として詩を書いてきている。2017年時点で書いてきた詩は約2000編にのぼる。
堀江菜穂子の書いた詩が新聞に掲載されたことで反響を呼び、2017年にはサンマーク出版より『いきていてこそ』という詩集が出版される。堀江は脳性麻痺と戦う声なき詩人として注目を浴びるようになる。作った詩のいくつかには曲がつけられて、合唱をする歌にもなっている。自らの作った詩が歌になったのをコンサートで聞いたときには、自分の詩であるのに自分の詩ではないような不思議な感覚に魂が震える。2020年時点では週に1回筆談をできる人物が自宅に来て、多いときには2時間で30点ほどの作品を纏めて作っている。
2021年4月には堀江の詩が英訳されて出版される。英訳されたのは『さくらのこえ』という2015年の詩集。英訳した人物がこの詩集を初めて読んだときの感想は心が震えたということであった。詩に込められた思いがとても力強く、心にまっすぐ届き共感したと述べている。この英訳をした人物も生後まもなく難病と診断されて、大学卒業後も人工呼吸器をつけて両親と共に生活をしているなど、堀江と同じような経験をしてきた人物であった。
2022年1月19日には杉良太郎による、堀江の詩集を基とした両A面シングル『世界の中で／ありがとうの詩』をテイチクエンタテインメントから発売された。2曲とも作詞は杉良太郎であるが堀江の世界観から感銘を受けて作詞している。作曲は弦哲也。詩集を基に作詞をしたのは杉良太郎にとっては初めてのことであり、売れなくてもいいから何か形に残せないかと考えて挑戦していた。楽曲は2021年12月に完成しており、これを堀江に届ければ聴いてきてとても喜んでくれたとのことであった。